# 平川嵐
平川 嵐（ひらかわ あらし、1995年8月23日 - ）は、日本の男性声優。福岡県筑紫野市出身。キャトルステラ預かり、ケンユウオフィス預かりを経て、フリー。キャトルステラ在籍時は平川 新士（読み同じ）名義だった。

## 来歴
福岡県立武蔵台高等学校に在学。3年生時の2014年、一般社団法人国際声優育成協会が主催した『第二回全日本声優コンテスト「声優魂」』において、川井田夏海とともに声優部門国内カテゴリーの優秀賞を受賞。
その後、声優とは関係のない西南学院大学に進学するが、演劇部に入部して演技に磨きをかけた。大学外での活動名義を平川嵐とし、映像制作ユニットYToY福岡支部代表として活動。COMI×TENでのラジオ番組にレギュラー出演するほか、YToY代表の市川恭佳が脚本を務めたチバテレビ『マスター☆コレクション』内ショートドラマや映画に出演するといった俳優活動も行った。
2018年に活動名義を平川新士に変更し、同年末に声優事務所のキャトルステラ第3回声優オーディションとして開催された『ハローヒーロー: Epic Battle』のキャラクターオーディションにおいてカルバン役に合格。2019年よりキャトルステラ預かりとなり、本格的な声優活動を開始した。
2020年にはフランスの劇場アニメ『マロナの幻想的な物語り』にてメインキャラクターである工事現場監督イシュトヴァンの吹き替えを務めた。
2021年3月末にキャトルステラを退所。ケンユウオフィス付属養成所talk backのリトライ科を経て、2022年1月5日付でケンユウオフィス預かり所属となった。所属を機に、活動名義を平川嵐に戻した。同年12月末をもって退所し、フリーランスで役者業を継続する。

## 人物
趣味は映画鑑賞、和歌、TRPG、読書、ゲーム、ダーツ。かつてはウクレレも趣味に挙げていた。特技には趣味の和歌のほか、英会話、剣道、水泳とオタマトーン漫才を挙げる。
2021年3月までの約2年半の間、ファンシーラットを飼っていた。

## 出演
太字はメインキャラクター。

### テレビアニメ
- スーパーカブ（2021年、生徒）
- 遊☆戯☆王ゴーラッシュ!!（2022年、888万人の同胞たち）
- UniteUp!（2023年、ドライバー）

### ゲーム
2019年
- ハローヒーロー: Epic Battle（カルバン）
- MEOW-王国の騎士-（カールトン他）

2020年
- VGAME（クーロン）
- DAIROKU:AYAKASHIMORI（妖怪 ほか）
- 戦女物語：ヴァルキリーヒーローズサガ（ブラックカイザー）
- 三国志ブラスト-少年ヒーローズ（魯粛、曹丕）
- LYN:The Lightbringer（クライトン ほか）
- Hell Sports（H-02）

2021年
- AOD -龍神無双-
- 帝国サーガ〜三国戦国ごちゃまぜの乱世〜（前田慶次、足利義輝）
- この素晴らしい世界に祝福を!ファンタスティックデイズ（ジャイアントトード ほか）
- ARKA-蒼穹の門-（大将軍トーロンス、炎龍イグニス、魔竜オドイン ほか）
- Far Cry 6（男性）
- 金銭遊戯〜一発逆転の復讐劇〜（ポセイドン、コナン・ドイル ほか）
- CLOSERS（トレーナー）

### ボイスドラマ・ドラマCD
- 僕と俺とお前。（2020年、市村雅信[33][34]）
- 魔王イブロギアに身を捧げよ（2021年、少年1[35]）

### デジタルコミック
- 僕だけのα（2021年、男性教師、男子生徒A・D、ナレーション）[36]

### 吹き替え

#### 映画
- リベンジャーズ/命の奪還（英語版）（2022年、スコット〈マンロー・チェンバーズ（英語版）〉、ジェド〈ジョーイ・コールマン〉）
- ホーム・チーム（英語版）（2022年）

#### ドラマ
- 飛べないアヒル -ゲームチェンジャー- シーズン2（2022年、ジェイス・コール）

#### アニメ
- マロナの幻想的な物語り（2020年、イシュトヴァン[17]）

### ラジオ
- YToY福岡の、月曜からよいしょ（2016年 - 2018年、COMI×TEN）[37]

### テレビドラマ
- マスター☆コレクション（チバテレビ）
  - 桃色の唇（2016年4月） - 上司 役
  - 冬の日（2016年4月20日・27日） - 主演・三ツ谷勇樹 役
  - 指令ゲームX（2016年9月20日・27日） - 刑事 役

#### 再現ドラマ等
- 奇跡体験!アンビリバボー - 婦木菊二 役 ほか
- ダウンタウンのガキの使いやあらへんで - エキストラ、ダミー 役

### 映画
- 憑きもどり（2018年） - 金融の男 役

### 舞台
- 郡司行雄プロデュース公演 Vol.129 舞台「女三銃士〜ダルタニヤンの冒険〜」（2017年4月26日 - 30日、サンモールスタジオ） - トレヴィル公 / フェルトン 役[38][39]
- 第二回 Fujimaru WS公演「朗読短編集」（2023年2月24日 - 26日、阿佐ヶ谷アルシェ）